# Луїза (королева Пруссії)
Луїза Августа Вільгельміна Амалія (нім. Luise Auguste Wilhelmine Amalie; 10 березня 1776, Ганновер — 19 липня 1810, замок Гоенціриц) — принцеса Мекленбург-Штреліцька, дружина Фрідріха-Вільгельма III і королева-консорт Пруссії, бабуся російського імператора Олександра II.
Сучасники описували Луїзу як красуню, чий невимушений стиль спілкування був би до лиця представникам третього стану, а не манірної аристократії. Життя Луїзи нерозривно пов'язане з драматичними подіями боротьби Пруссії проти Наполеона. Образ рано померлої Луїзи залишався молодим і гарним і для наступних поколінь. Ще за життя королева Луїза стала об'єктом майже культового шанування, яке ще більше поширилося після її смерті. Королева Луїза стала символом нового підйому Пруссії і об'єднання Німеччини. Її значення в історії Німеччини перевершило той вплив, яким вона фактично володіла як королева Пруссії.

## Батьківський дім, дитинство і юність

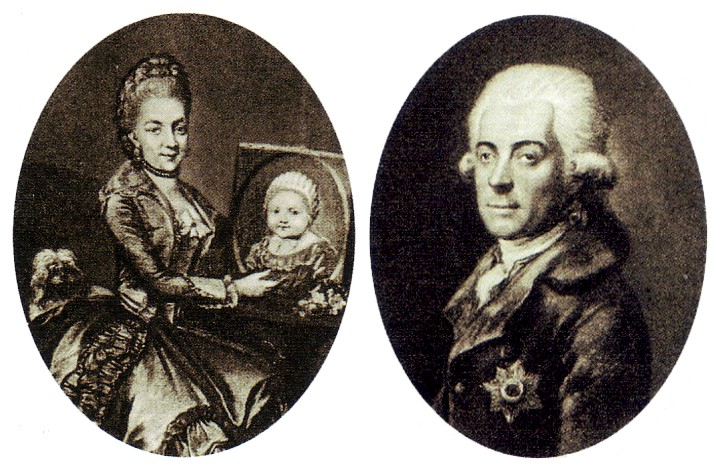
Батьки Луїзи

Батько Луїзи Карл II — принц з дому герцогів Мекленбург-Штреліцьких. Після навчання в Женеві він через деякий час став губернатором курфюрства Ганновер на службі у свого зятя, короля Великої Британії Георга III, який хоч і народився у Великій Британії, але походив з Ганноверського дому і правив своєю німецькою батьківщиною з Лондона.
У 1768 році в Ганновері Карл одружився з 16-річною принцесою Фрідерікою Гессен-Дармштадтською. П'ятеро з їх десяти дітей померли в дитинстві, сама дружина Карла померла в 29 років через два дні після останніх пологів. Її дочці Луїзі, принцесі Мекленбург-Штреліцькій, було на той час тільки шість років. Вдівець одружився з молодшою сестрою першої дружини, Шарлоттою, і тітка Луїзи стала їй мачухою, проте також померла через 15 місяців знову ж при пологах свого сина Карла.
Деякий час по тому дітей герцога розділили. Два сини, Георг та Карл, залишилися з батьком у Ганновері. Шарлотта, старша з чотирьох сестер, в 1785 році вийшла заміж за правителя маленького герцогства Саксен-Гільдбургхаузен. 1786 року вихованням сестер Терези, Луїзи і Фрідеріки почала займатись їх бабуся Марія Луїза Альбертіна, яка мешкала в Дармштадті.
Луїза ще в підлітковому віці проявляла дитячу безпосередність і грайливість. До конфірмації трьох сестер готував пастор Дармштадта. Дівчат навчали німецької, французької та англійської мов, історії, придворному етикету, малюнку, живопису і грі на фортепіано.
В 1787 року старша з сестер Тереза вийшла заміж за дуже багатого майбутнього князя Карла Александра Турн-і-Таксиса. Сестри були присутні у Франкфурті і в 1792 році на урочистостях з нагоди коронації Франца II, останнього імператора Священної Римської імперії, що став в 1804 році першим імператором Австрії. Луїза відкривала святковий бал в посольстві Австрії разом з молодим імперським графом Клеменсом Меттерніхом, згодом прославленим дипломатом і державним діячем.
В березні 1793 обидві сестри, яким було по 17 і 15 років, були представлені королеві Пруссії Фрідріху-Вільгельму II, який так написав про цю зустріч: "Як тільки я побачив двох ангелів в перший раз, це було біля входу в комедію, я був настільки вражений їхньою красою, що просто був у нестямі, коли бабуся представила мені їх. Я дуже бажаю, щоб мої сини побачили їх і закохалися в них […] Я зроблю все можливе, щоб вони бачилися частіше і добре познайомилися. […] Вони дали свою згоду, і скоро відбудеться змова, імовірно в Мангеймі. Старший одружується на старшій, а молодший — на молодшій ". Вперше Луїза зустрілася зі «старшим», 22-річним принцом Фрідріхом Вільгельмом 14 березня 1793, а 19 березня він зробив їй особисту пропозицію, і 24 квітня в Дармштадті відбулися офіційні заручини. Шлюбним договором встановлювалося, що Луїза буде отримувати певну суму «у власне розпорядження», яка значно зросте в разі народження сина; за доньку нічого подібного не передбачалося. Тим часом принц Луї, «молодший», заручився з сестрою Луїзи Фрідерікою, хоч і проти своєї волі і тільки з міркувань державної необхідності, оскільки він був вже закоханий в іншу, але нижче себе за станом. Подвійне весілля було узгоджено на Різдво 1793 року.

### Перші роки шлюбу

#### Кронпринцеса

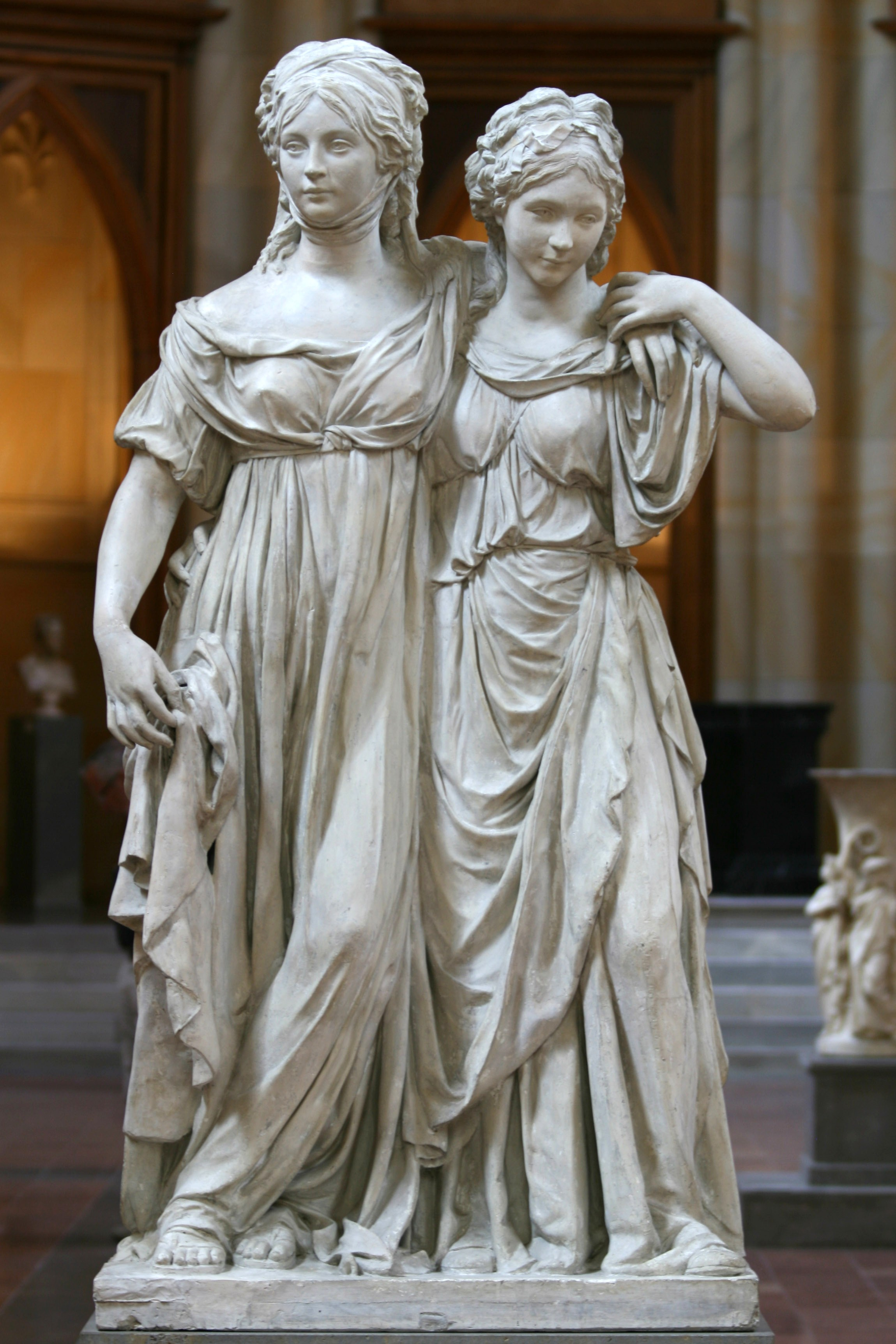
Скульптурна група "Принцеси"

22 грудня сестри прибули до святково прикрашеного Берліна. Маленька дівчинка в білій сукні вітала принцес, розповівши вірш, Луїза взяла дитину на руки і поцілувала. Коли їй сказали, що така поведінка не личить її високому стану, Луїза відреагувала з явним нерозумінням. Цей випадок, багаторазово переказаний, послужив першим імпульсом для тієї виняткової популярності, якою Луїза користувалася у берлінців. 24 грудня 1793 в білому залі Берлінського міського палацу згідно зі старовинною придворною церемонією відбулося одруження Луїзи і кронпринца. Через два дні одружилися Фрідеріка і принц Луї. Молодята оселилися в дві сусідні будівлі на Унтер-ден-Лінден. Тут з'явилася відома скульптурна група «Принцеси», виконана Готфрідом Шадовом на замовлення короля Фрідріха Вільгельма II. У Палаці принців скульптору було виділено приміщення під тимчасову майстерню, він часто бачився з принцесами, і йому було навіть дозволено зняти мірки «з натури». Кронпринц Фрідріх Вільгельм, чоловік Луїзи, залишився незадоволений натуралістичним образом, який досить підкреслював фігуру Луїзи попри багату драпіровку. До того ж рано овдовіла Фрідеріка незабаром стала небажаною особою при дворі через свою скандальну поведінку. Ставши королем, Фрідріх Вільгельм подбав про те, щоб скульптура на десятиліття зникла з очей публіки.

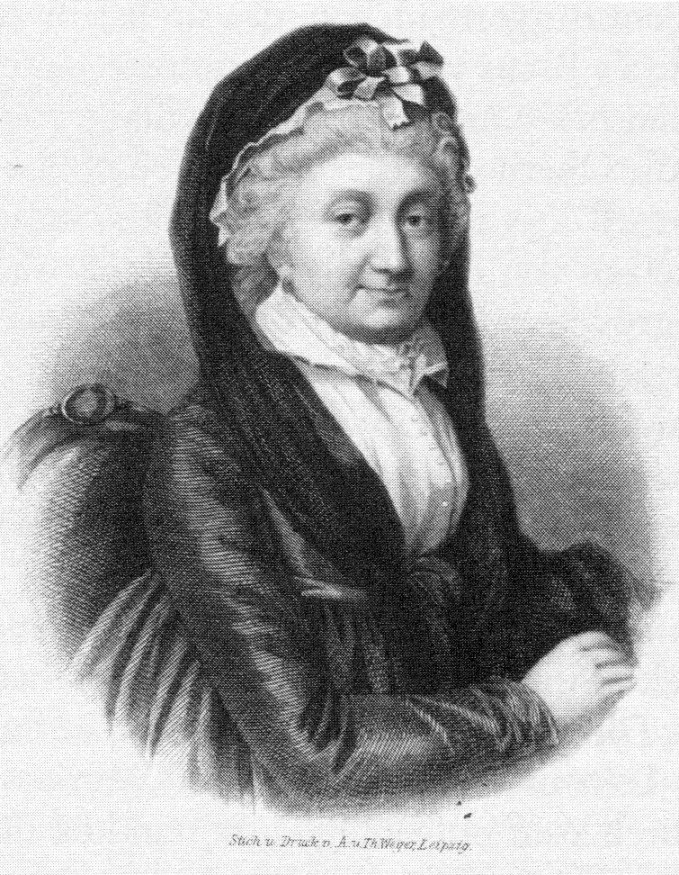
Графиня Софія Марія фон Фос

Життя при прусському дворі змушувало Луїзу пристосовуватися до незнайомих людей, правил і обов'язків. Її неприборкана природа часто цьому опиралася. Старшою придворною дамою до неї була приставлена досвідчена 64-річна графиня Софія Марія фон Фос, що вже прослужила кілька десятиліть при королівському дворі. Після кількох конфліктів, що відбулися спочатку через суворий професійний підхід придворної пані та схильності Луїзи до незвичайної поведінки, фон Фос стала для кронпринцеси, а пізніше королеви незамінною наставницею в придворному етикеті і до останнього залишалася для неї довіреною порадницею й подругою.
Звикнути до нової для себе ситуації Луїзі допомагав і Фрідріх Вільгельм, який в приватному житті уникав будь-якого роду напускного офіціозу. Подружжя розмовляло просто, що було незвично для людей цього рівня. Вони спілкувалися один з одним на «ти», називали в мові один одного «мій чоловік» і «моя дружина». Їм подобалися прогулянки без свити по Унтер-ден-Лінден, відвідування народних гулянь, наприклад, берлінського різдвяного ярмарку, що схвально сприймалося місцевим населенням. Їх схильність до простоти обумовила і вибір місць проживання. У Берліні вони жили в Палаці принців, літо проводили переважно в заміському маєтку Парец поблизу Потсдаму. Скромний палац, який за своє місце розташування отримав у сучасників прізвисько «палац Сільська тиша», дозволяв Фрідріху Вільгельму відпочити від справ і забезпечував Луїзі свіже повітря і спокій, які вона так цінувала під час своїх численних вагітностей.
Луїза в ролі матері відповідала усім очікуванням. За трохи менше 17 років подружнього життя вона привела в світ десятеро дітей, сім з яких досягли зрілого віку, що для рівня медицини та гігієни того часу було суто високим показником. Багато хто з дітей домоглися найвищого становища. Старший син Луїзи Фрідріх Вільгельм IV правив Пруссією в 1840—1861 роках, його молодший брат Вільгельм успадкував прусський троні і в 1871 році був проголошений німецьким імператором. Донька Фрідеріка Шарлотта в 1817 році вийшла заміж за спадкоємця російського престолу Миколу I і в 1825 році стала царицею під ім'ям Олександра Федорівна. Діти завжди росли з матір'ю. Попри те, що їх освіта здебільшого була покладена на найнятих вихователів і ставлення короля до своїх дітей часом оцінювалося як досить дистанційне, образ багатодітної щасливої родини послужив зразком для формувався буржуазного суспільства XIX століття.

#### Молода королева
Фрідріх Вільгельм II помер 16 листопада 1797. Його смерть не викликала печалі в Пруссії. Невдала зовнішня політика, численні коханки і марнотратство Фрідріха Вільгельма II завдали серйозної шкоди країні та її іміджу. Його наступнику Фрідріху Вільгельму III при сходженні на трон було 27 років. Він не був здатний приймати рішення і не готовий правити обтяженим проблемами королівством у складні часи. Королеві Луїзі був 21 рік.
Останнім значним зовнішньополітичним актом Фрідріха Вільгельма II стало укладення сепаратного Базельського миру в 1795 році. Пруссія вийшла з альянсу, сформованого в так званій Першій коаліційній війні проти Франції, втратила території на лівому березі Рейна, Північна Німеччина оголосила нейтралітет. Отриманий таким чином мир забезпечив Пруссії ряд «спокійних років», як вони були названі згодом. Внутрішня політика нового короля характеризувалася суворою економністю, перейти до назрілих реформ в управлінні і армії він так і не наважувався. У зовнішній політиці він наполягав на нейтралітеті будь-якою ціною.
Проблеми виникли з сестрою Луїзи Фрідерікою, яку завжди пов'язували з королевою особливо близькі стосунки. «Принцеса Луї», як її називали після весілля з прусським принцом, після короткого шлюбу без любові овдовіла у 18 років. У наданому вдові палаці Шенгаузен вона крутила численні романи. Графиня Фос у своєму щоденнику писала: "Вона дуже добре вміє себе втішати ". Все закінчилося скандалом: Фрідеріка очікувала позашлюбну дитину. Луїза дізналася про це занадто пізно, незадовго до Різдва 1798 і була глибоко розчарована насамперед відсутністю у сестри довіри до неї. Фрідеріка спішно вийшла заміж за принца Сольмс-Браунфельського, можливого батька майбутньої дитини, втратила титул і двір. Скандальна пара була змушена покинути Берлін, обидві дитини від першого шлюбу залишилися в столиці. Зрештою в третьому шлюбі з Ернстом Августом I, герцогом Камберлендським, Фрідеріка стала в 1827 році королевою Ганновера.

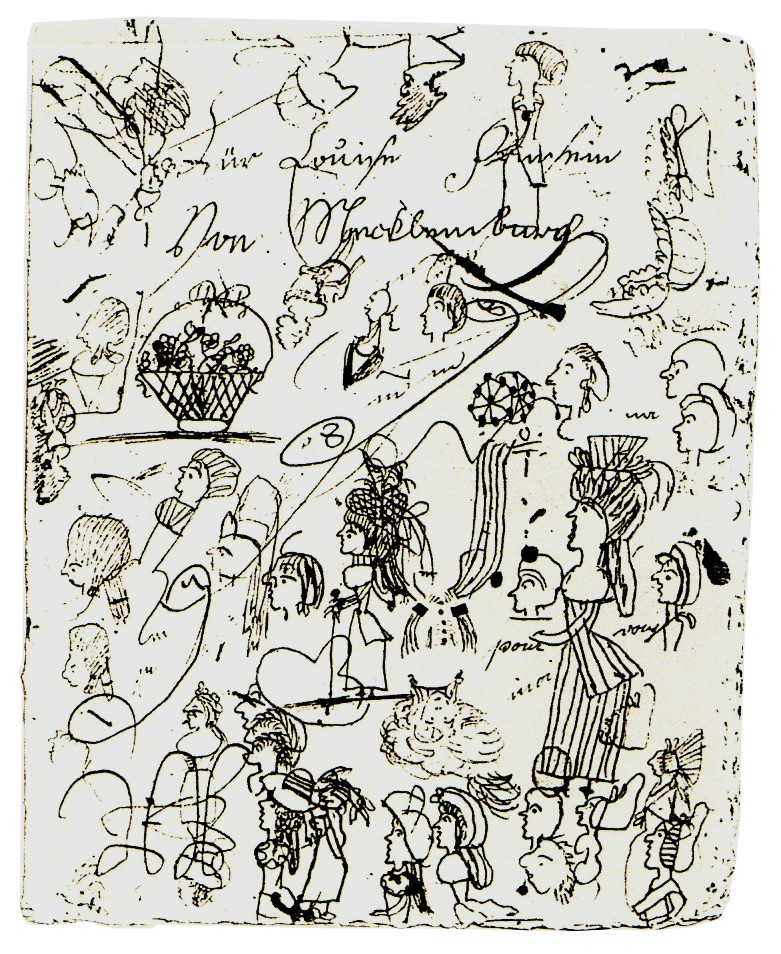
Замальовки Луїзи

Фрідріх Вільгельм і Луїза зробили декілька так званих поїздок для вираження вірності. У травні і червні 1798 вони проїхали по Померанії, Східної Пруссії та Сілезії, в травні-липні 1799 вирушили в західну частину країни, у Франконію та Тюрингію. У серпні 1800 року вони здійснили сходження на сілезьку Снєжку, згодом цю екскурсію королева називала особливо щасливим моментом свого життя. У всіх поїздках населення захоплювалося зовнішнім виглядом і манерами королеви. Таке ж захоплення вона здобула і в столиці, в тому числі і у представників дипломатичного корпусу. Секретар британського посольства писав своїм сестрам: "У берлінському суспільстві, особливо серед молодих людей панує почуття лицарської відданості королеві […] Деякі жінки обдаровані таким зачаруванням, як у неї […] Але мені потрібно тримати себе в руках, інакше ви подумаєте, що краса і миловидність прусської королеви Луїзи запаморочили мені голову, як уже багатьом іншим ".
Тим часом тиск Наполеона на Північну Німеччину посилювалося. Союз Пруссії з Росією здавався підходящим відповідним засобом. У травні і червні 1802 Фрідріх Вільгельм III і королева Луїза побували в Мемель і там зустрілися з Олександром I. Зустріч, що не мала особливого політичного значення, залишила глибокий слід в життєписах Луїзи. Молодий імператор справив на королеву величезне враження. В її записах виявлено: «Імператор — один з тих рідкісних людей, які поєднують у собі всі самі люб'язні якості з усіма справжніми чеснотами […] Він має чудову будову тіла і дуже ставний вигляд. Він виглядає як молодий Геркулес.» Олександр своєю чергою був зачарований Луїзою. Фрідріх Вільгельм III відреагував без ревнощів, але з гордістю, що з'являлася в нього завжди, коли захоплювалися його дружиною. Багато біографів задаються питанням про те, чи могли пов'язувати Олександра і Луїзу будь-які близькі стосунки. Відповідь завжди негативна з імовірністю, що межує з упевненістю.
У 1803—1805 роках королівське подружжя побувало з поїздками у франконських володіннях, в Дармштадті, Тюрингії та Сілезії. З 25 жовтня по 4 листопада 1805 року в Потсдамі гостював імператор Олександр, який переконував короля вступити в новий військовий союз, який уклали Австрія і Росія проти Наполеона. Фрідріх Вільгельм III зволікав, але передбачливо оголосив мобілізацію. У грудні 1805 року росіяни й австрійці були розбиті в битві під Аустерліцем. У червні-липні 1806 року Фрідріх Вільгельм з Луїзою відпочивали в Бад-Пірмонті. Так закінчилися для Пруссії «спокійні роки».

### Війна і втеча
12 липня 1806 в Парижі був укладений договір про заснування Рейнського союзу. Наполеон значно розширив сферу свого впливу на німецькій території. Пруссія сприйняла це як провокацію, але король як і раніше не міг ухвалити рішення. Лише за наполяганням кількох радників — міністра фон Штейна, генерал-лейтенанта Ернста фон Рюхеля і принца Луї Фердинанда і під впливом своєї дружини, яка вважала Наполеона " моральним чудовиськом ", він поміняв свою думку і 9 жовтня 1806 оголосив війну Франції. Луїза, що займала центральне місце в так званій «партії війни» досягла, мабуть, піку свого політичного впливу. Через всього п'ять днів погано керовані прусські частини зазнали принизливої поразки в битві під Єною і Ауерштедтом. Резервна армія в Галле була розбита, і майже всі укріплені міста здалися без бою. 27 жовтня 1806 Наполеон з тріумфом вступив в Берлін.

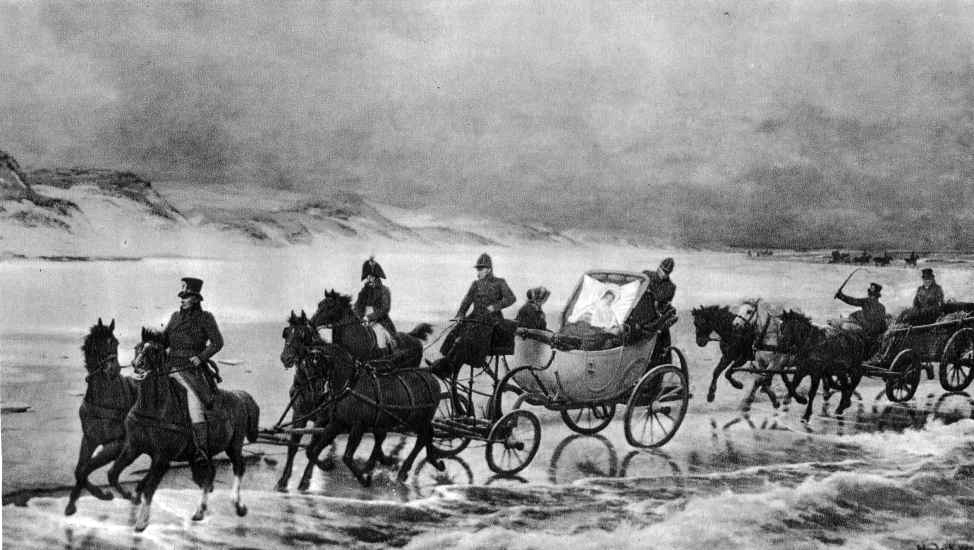
Втеча з Куршської коси

Фрідріх Вільгельм III і Луїза знаходилися недалеко від поля битви, в хаосі розгрому вони були змушені рятуватися різними дорогами. Луїза з дітьми, своїм особистим лікарем Крістофом Вільгельмом Гуфеландом і графинею Фос з численними зупинками в Ауерштедті , Веймарі і Бланкенхайні дісталася до Кенігсберга. Там вона важко захворіла «нервової гарячкою», як тоді називали тиф. Ще під час її хвороби виникла загроза, що Наполеон зі своєю армією досягне Кенігсберга. Гуфеланд запропонував залишитися з королевою, але вона відмовилася: «Я краще віддам себе в руки Божі, ніж цієї людини». Далі бігти залишалося тільки в Мемель, що знаходився на крайній півночі країни. У сильний мороз і заметіль тяжкохвора Луїза з дітьми та обслугою вирушила в дорогу по практично непрохідною взимку Куршської коси. Через три важких дні і холодні ночі мета була досягнута, і Гуфеланд з подивом констатував навіть деяке поліпшення стану королеви. Цей епізод, поряд з її зустріччю з Наполеоном увійшов в усі біографії та легенди, присвячені королеві Луїзі.

### Зустріч Луїзи з Наполеоном в Тільзіті

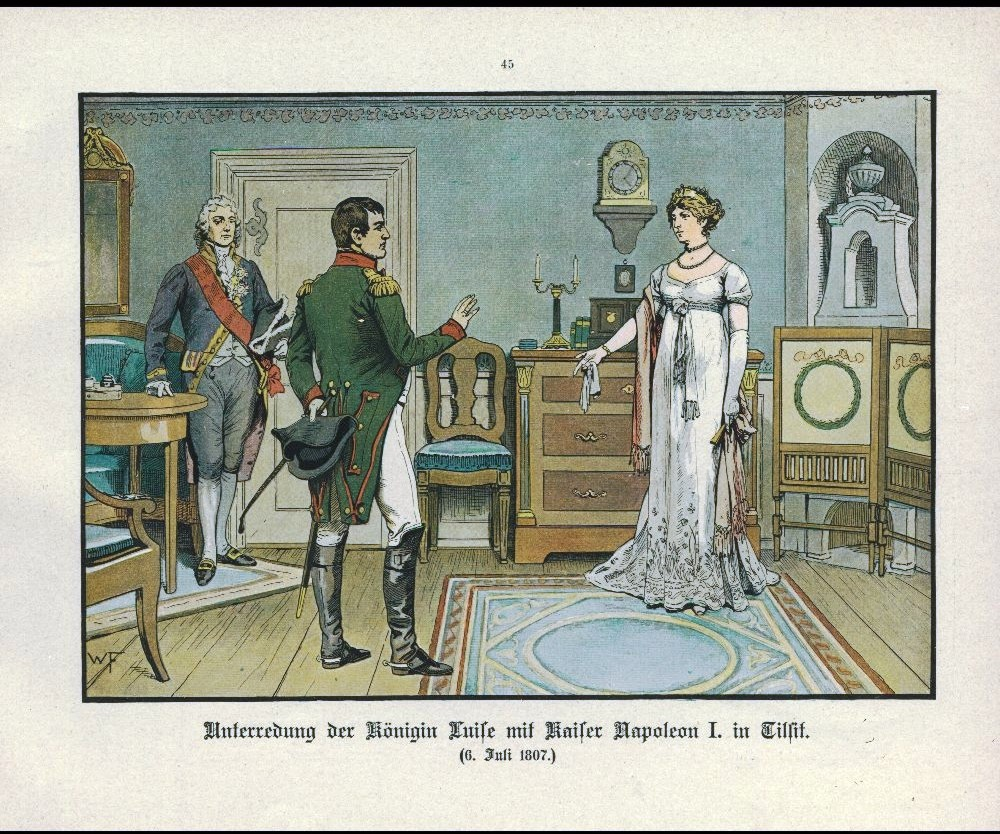
Луїза і Наполеон в Тільзіті. Ілюстрація 1896

Фрідріх Вільгельм III добрався до Мемеля іншою дорогою, там прусське королівське подружжя зустрілося з російським імператором, котрий пообіцяв свою підтримку. Але 14 червня 1807 Наполеон переміг російську армію разом з останніми залишками прусської армії в битві під Фрідландом. Розпочаті за цим мирні переговори проходили в пишному наметі, встановленому на плоту на річці Німан. Спочатку прусський король був допущений лише серед другорядних осіб, поки Росія укладала з Наполеоном сепаратний мир. Оскільки вже було очевидно, наскільки нещадно французький імператор обійдеться з вже переможеною Пруссією, прусський парламентер граф Фрідріх Адольф фон Калькрофт виклав королю свою думку про те, що "хорошу дію справило б те, якби її величність королева могли б бути тут, і чим раніше, тим краще ". Але Фрідріх Вільгельм незадовго до цього написав своїй дружині в Мемель про свої враження від Наполеона: "Я бачив його, я розмовляв з цим пекельним чудовиськом, створеним Вельзевулом, щоб стати покаранням землі! […] Ні, ніколи в мене не було такого суворого досвіду … ". Попри це він передав Луїзі пропозицію Калькрофта. Луїза відповіла: "Ваш лист з додатком від К. дістався до мене вчора пізно ввечері. Його зміст справив враження, яке ви припускали. Однак, моє рішення було твердим в той же момент. Я поспішаю, я лечу в Тільзіт, якщо ви того бажаєте ".

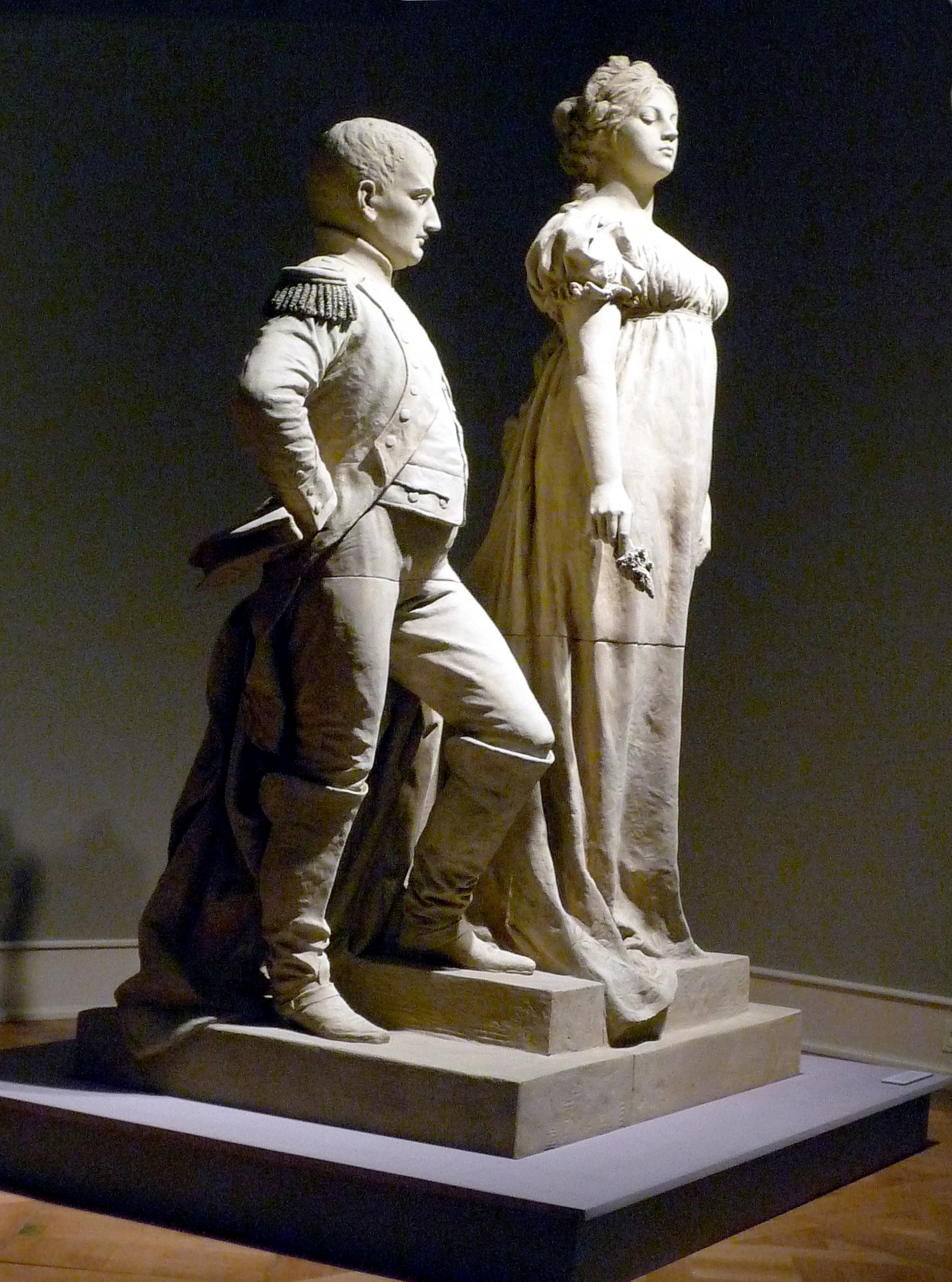
«Королева Луїза і Наполеон в Тільзіті». Ескіз пам'ятника роботи Густава Еберлейна. 1899

Зустріч з Наполеоном відбулася в Тільзіті 6 липня 1807 в будинку радника юстиції Ернста Людвіга Зіра, де Наполеон проживав під час переговорів. Луїза була одягнена в прикрашену срібною ниткою сукню з крепу і попри боязку напруженість виглядала за свідченням очевидців прекраснішою, ніж будь-коли. Головний міністр Карл Август фон Гарденберг докладно підготував Луїзу до бесіди. Він порадив їй бути люб'язною, говорити насамперед від імені дружини і матері й у жодному разі не вести підкреслено політичних розмов. Королеву очікував сюрприз. Замість вселяючого страх чудовиська на зустрічі з нею з'явився вражаючий, очевидно, високоінтелектуальний чоловік, приємний у розмові. Луїза просила про стриманий підхід на мирних переговорах, Наполеон давав невизначені відповіді, але зробив комплімент її гардеробу. Коли він запитав, як же Пруссія могла проявити таку необережність і напасти на нього, Луїза дала часто цитовану відповідь: "Слава Фрідріха Великого ввела нас в оману з приводу наших коштів ". Пізніше вона позитивно оцінила свої особисті враження від цієї розмови. І оскільки і імператор опинився під враженням, час взаємних образ закінчився, за винятком зауваження Наполеона, зробленого ним пізніше про те, що йому здавалося, ніби він слухав «папугу Гарденберга». До цього Наполеон неодноразово надзвичайно зневажливо відгукувався про Луїзу: вона нібито несе провину за початок війни, вона «жінка з чарівними рисами, але слабка духом … Її, мабуть, мучать страшні докори сумління за ті страждання, які вона завдала своїй країні». Окупувавши Берлін, Наполеон віддав розпорядження опублікувати частину виявленого приватного листування Луїзи, своєю чергою Луїза ніколи не приховувала своєї глибокої відрази до Наполеона і своєї переконаності в його аморальності.
Яких-небудь конкретних зізнань королева не робила. Про розмову тет-а-тет, що тривала близько години, імператор повідомив своїй дружині Жозефіні Богарне в Париж: "Королева Пруссії дійсно чарівна, вона була сповнена кокетства зі мною. Але не ревнуй, я як воскова полотнина, з якої все скочується. Мені було нелегко бути галантним ". Насправді умови укладеного 9 липня 1807 Тільзітського миру виявилися для Пруссії вкрай жорсткими. Держава втратила половину своєї території і населення: всі землі на захід від Ельби і польські володіння. Французька окупаційна армія стояла на постачанні Пруссії. Контрибуційні зобов'язання в розмірі 400 млн талерів значно перевищували можливості країни. Але Пруссія збереглася як держава, завдяки клопотанню російського імператора, дуже зацікавленого в буферній державі між своєю імперією і Наполеоном.

### Заслання в Східній Пруссії
Після укладення образливого миру Луїза бачила своє основне завдання в тому, щоб підбадьорити короля, який часто у відчаї говорив про зречення, і дати йому опору щасливого сімейного життя. Вона сама металася від зневіри до надії. У квітні 1808 року вона писала своєму батькові: "У моєму житті більше немає надій … Божественне провидіння явно вводить новий світовий порядок, і буде інший порядок речей, оскільки старий вже віджив своє і … обрушився. Ми заснули на лаврах Фрідріха Великого .. У світі буде добре тільки від хороших людей, … тому я сподіваюся, що за нинішніми недобрими часами прийдуть кращі … " Але недобрі часи поки продовжилися в Кенігсберзі. Луїза сумувала за спілкуванням в Берліні і погано переносила суворий клімат Східної Пруссії. Вона страждала від застуд, що супроводжувалися жаром, головними болями і задухою. У листі братові вона скаржилася: "Клімат Пруссії огидніший, ніж це можна висловити. Моє здоров'я повністю зруйновано ".
Спочатку прусському королю і його сім'ї було відмовлено в поверненні до Берліна. Фрідріх Вільгельм III правив в збереженій частині королівства з Кенігсберга. Барон фон Штейн запустив перші невідкладні реформи: в 1807 році — звільнення селянства, в 1808 році — міську реформу. Герхард фон Шарнхорст, Август Нейдхардт фон Гнейзенау та Герман фон Бойен приступили до реформи прусської армії. Луїза практично не вникала в деталі цих нововведень. У неї було мало спільного з різким холериком Штейном, вона писала: "Він і так вважає мене самкою, дуже легковажною ". Штейн, що скоротив наполовину утримання собі і своїм чиновникам, вимагав серйозних заходів економії в королівському бюджеті. Все, від чого можна було відмовитися, аж до прикрас королеви, було продано. Взимку 1808-09 років королівське подружжя гостювала вісім тижнів в Санкт-Петербурзі на запрошення російського імператора. Штейн марно висловлювався проти розважальної поїздки, вказуючи, що будь-яка наявна грошова сума необхідна в зруйнованій війною Східній Пруссії. Луїза насолоджувалася балами, вечерями й іншими публічними заходами в резиденції російського імператора. Але вона не могла не побачити контрасту зі своєю власною ситуацією: "Від діамантів в очах рябить … Всякого роду пишність перевершує будь-які очікування. Які тут речі зі срібла та бронзи, дзеркала, кришталь, картини і мармурові статуї, це грандіозно ". Зустрічі з імператором Олександром I протікали досить прохолодно в порівнянні з розслабленою атмосферою в колишніх випадках.

### Повернення і смерть

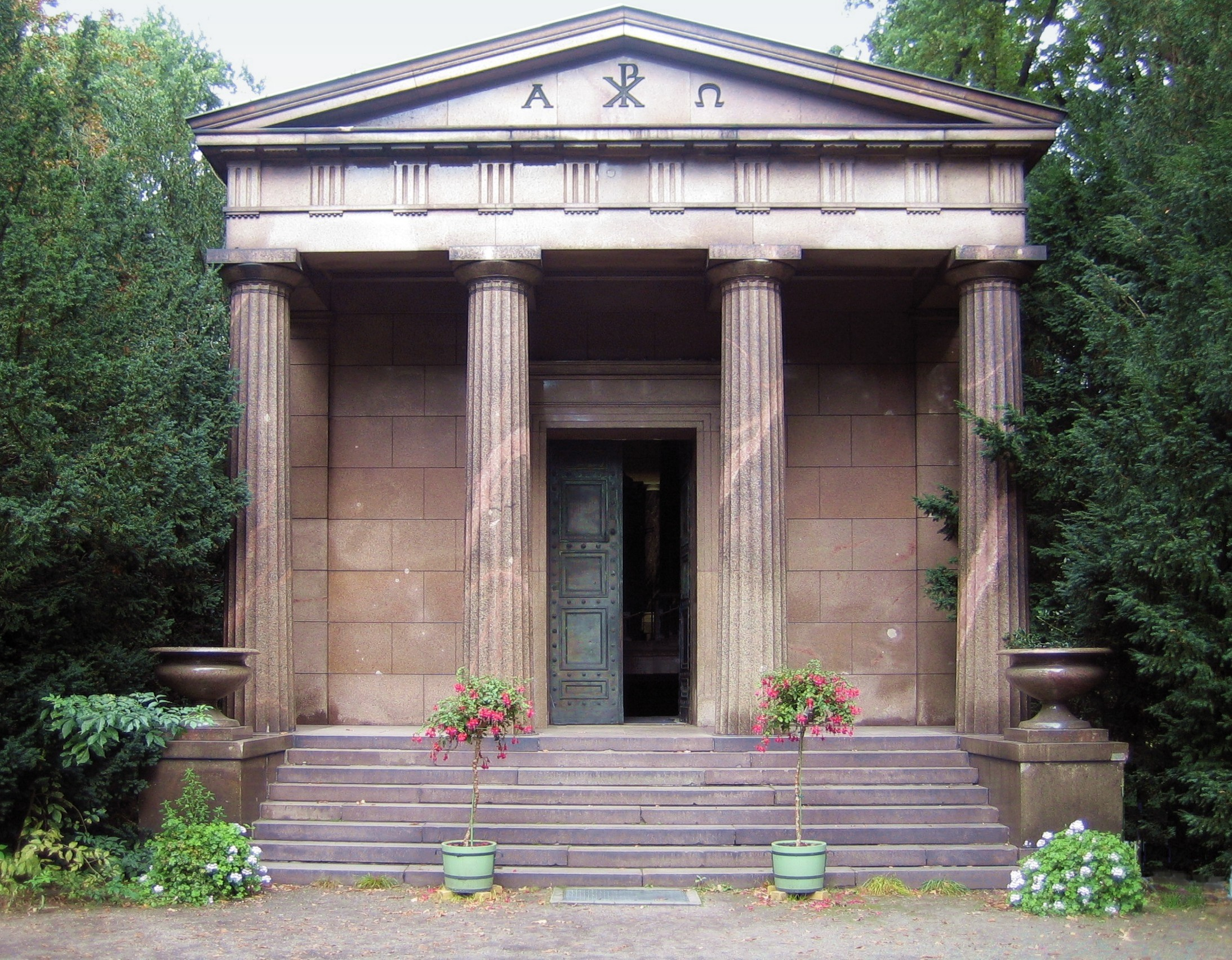
Мавзолей в парку Шарлоттенбурзького палацу

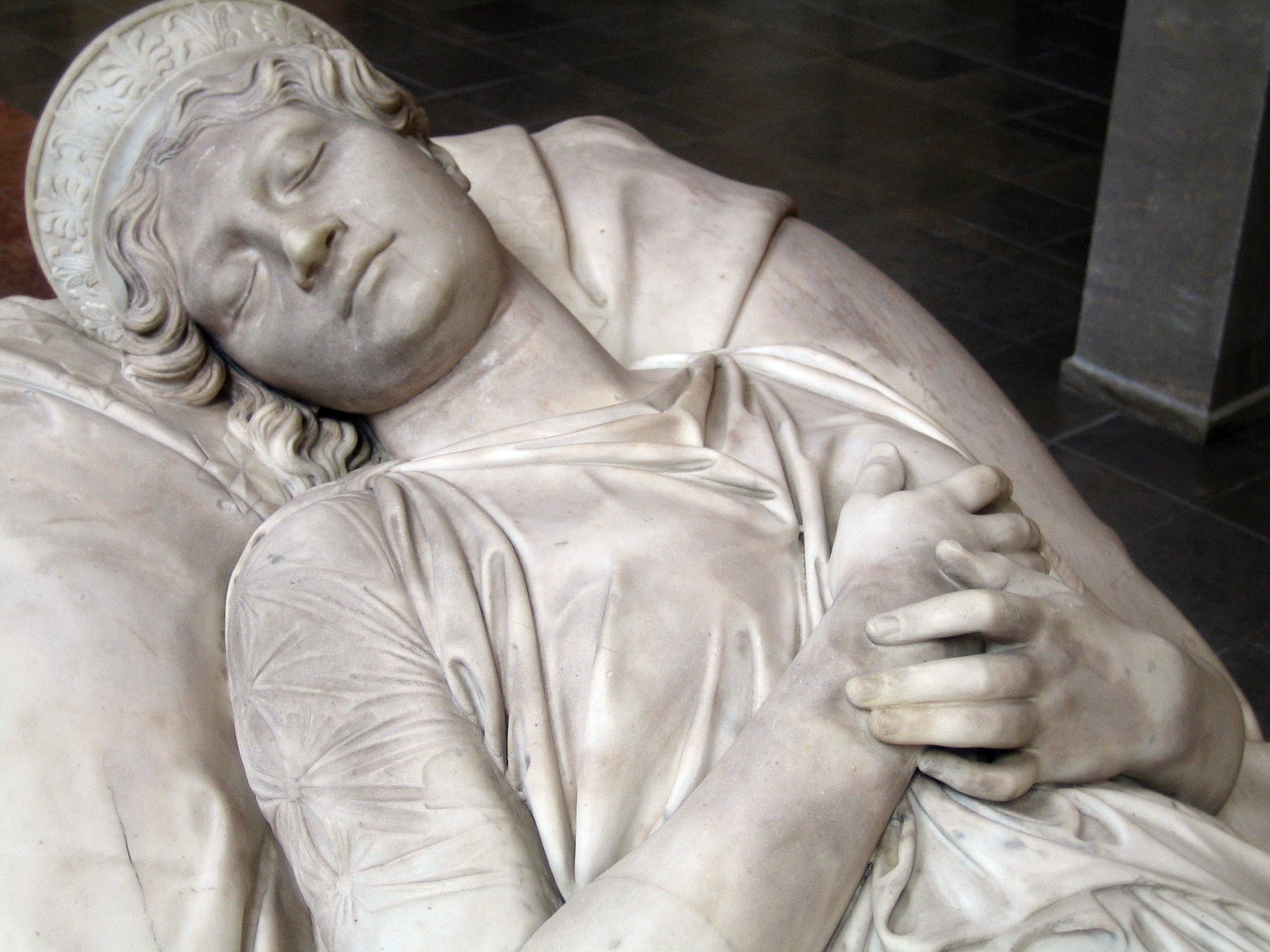
Друга версія скульптурного надгробка роботи Крістіана Даніеля Рауха

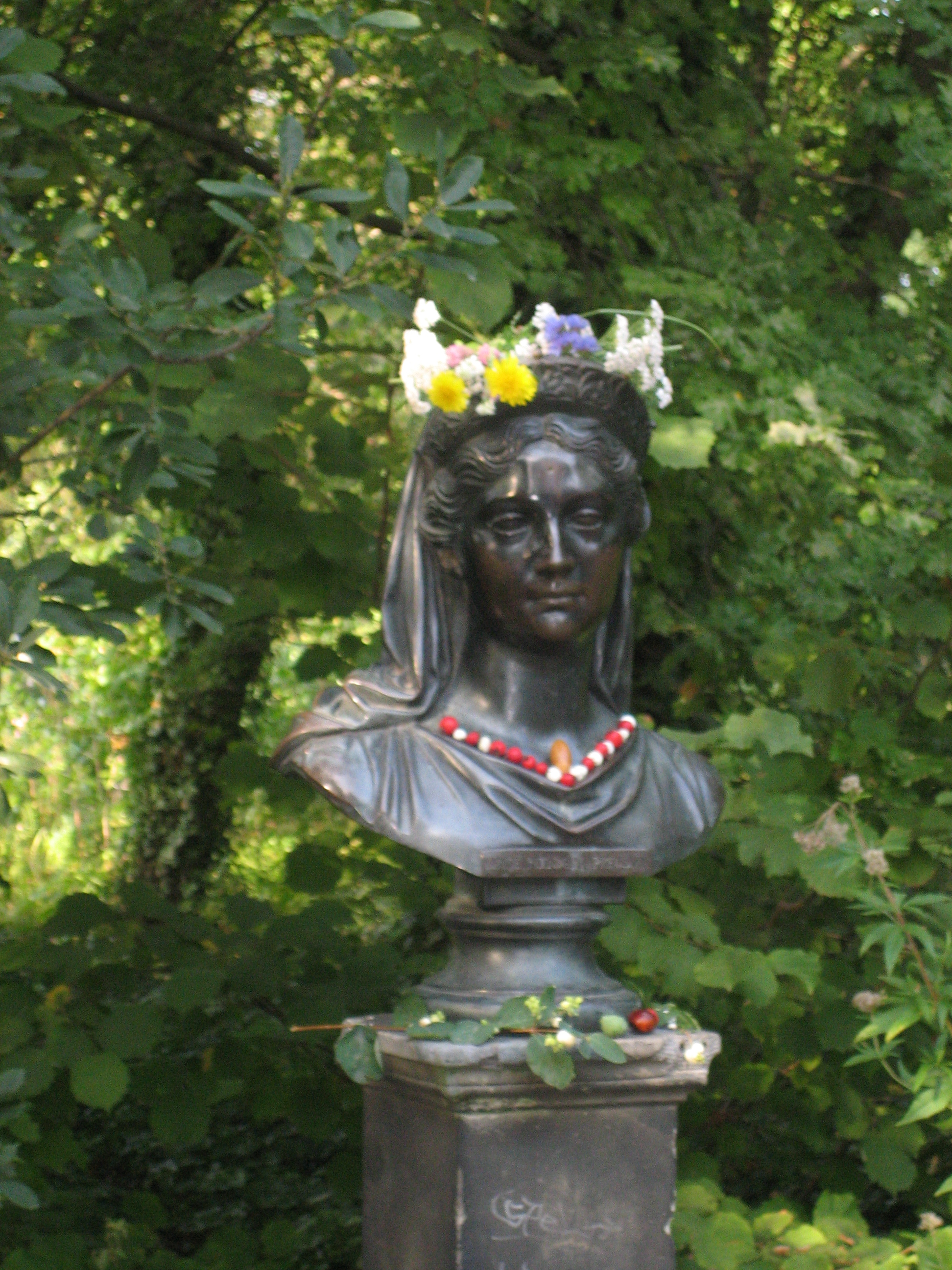
Бюст королеви Луїзи в палацовому парку Шарлоттенбурга

Після того, як Наполеон дозволив повернутися до Берліна, королівська сім'я прибула до столиці 23 грудня 1809. Прийом берлінців був приголомшливо серцевим, як під час поселення в палац, так і під час вечірньої прогулянки по святково освітленому місту. За цим послідувала низка прийомів та урочистих обідів, театральних вистав і оперних постановок. Вперше на ці урочистості були запрошені офіцери недворянського походження і буржуазні сімейства. Про як і раніше похмуре політичне становищі Луїза писала 27 січня 1810 в листі до Гарденберга: "Ми всі так же надзвичайно нещасні. Тим не менше, життя тут в Берліні більш стерпне, ніж у Кенігсберзі. Як мінімум, блиск убогості в прекрасному оточенні, яке відволікає, а в Кенігсберзі були злидні по-справжньому ". Луїза докладала всіх зусиль, щоб повернути Гарденберга на прусську державну службу. Вона бачила в ньому радника, якого потребував її нерішучий чоловік. Попри наявні упередження Наполеон зрештою погодився, адже тільки Гарденбергу він міг довірити збір колосальних контрибуцій, покладених на Пруссію.
Від поїздки в Бад-Пірмонт, запланованої на літо для поправки здоров'я Луїзи, довелося відмовитися з фінансових і політичних причин: Пруссія була фактично банкрутом, а в Пірмонті в той час перебували два брати Наполеона. Замість цієї поїздки було вирішено з'їздити в Нойштреліц, де з 1794 року правив Мекленбург-Штреліцьким герцогством батько Луїзи. Дармштадтська бабуся також проживала там. Графиня Фос, якій було вже за 80, теж вирушила на екскурсію. З листа батькові стає зрозуміло, наскільки Луїза була рада цій поїздці: "Я просто палаю від радості і горю ". 25 червня 1810 вона приїхала в Нойштреліц, а Фрідріх Вільгельм мав прибути пізніше. Після короткого перебування у місті-резиденції був призначений переїзд до палацу Хоенціриц, літню резиденцію герцога. На 30 червня 1810 була запланована поїздка в Райнсберг, яка так і не відбулася, оскільки у Луїзи почався жар, і вона залишилася в ліжку. Місцевий лікар діагностував запалення легенів, яке не загрожувало її життю. Викликаний з Берліна особистий лікар короля Ернст Людвіг Гейм також не виявив серйозних приводів для занепокоєння. 16 липня пройшов ще один консиліум, оскільки симптоми — приступи задухи і порушення кровообігу — значно посилилися. Терміновим кур'єром графиня Фос повідомила короля, і незадовго до п'ятої ранку 19 липня 1810 він прибув в Хоенціриц разом з двома старшими синами. Через чотири години Луїза померла.
При розтині тіла Луїзи з'ясувалося, що одна половина легені була зруйнована, також була виявлена пухлина на серці. Графиня Фос зробила у своєму щоденнику такий запис: «Лікарі кажуть, що поліп в серці був наслідком великого і тривалого горя». Тіло Луїзи при великому скупченні народу було перевезено до Берліна і виставлено на три дні для прощання в міському палаці. Похорон відбувся 30 липня в Берлінському соборі. Через п'ять місяців, 23 грудня 1810 Луїза Мекленбург-Штреліцька знайшла останнє місце упокоєння в мавзолеї в парку при Шарлоттенбурзькому палаці, зведеному Генріхом Гьонцем за участю Карла Фрідріха Шинкеля. Надгробна скульптура королеви, шедевр Берлінської скульптурної школи, створив Крістіан Даніель Раух в 1811—1814 роках. Фрідріх Вільгельм III брав у цій роботі активну участь, висловлюючи свої побажання і пропозиції. Сам він також був похований в цьому мавзолеї в 1840 році. Мавзолей став місцем всенародного паломництва, важливим культурним центром поклоніння королеві Луїзі.

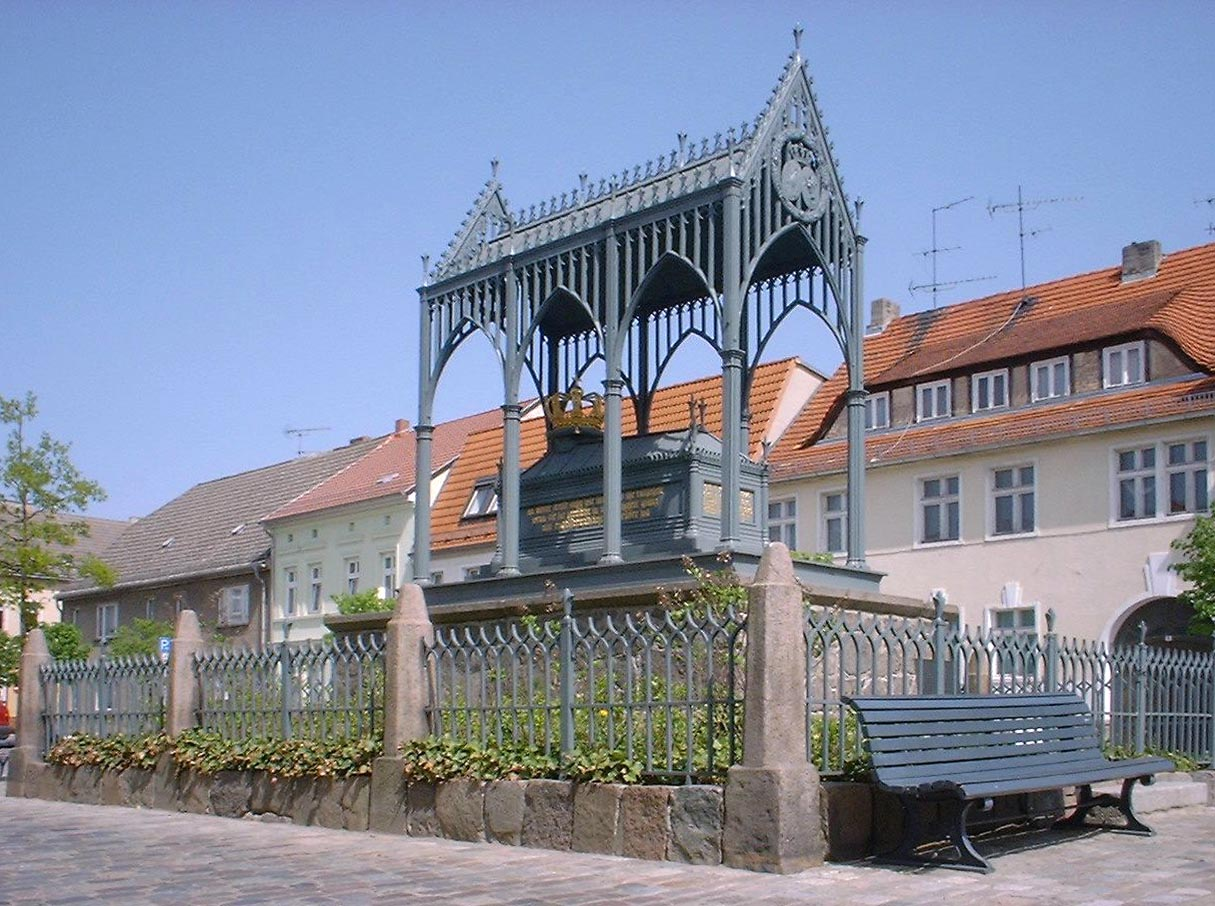
Пам'ятник в Гранзе на місці зупинки на шляху прямування траурної процесії до Берліна
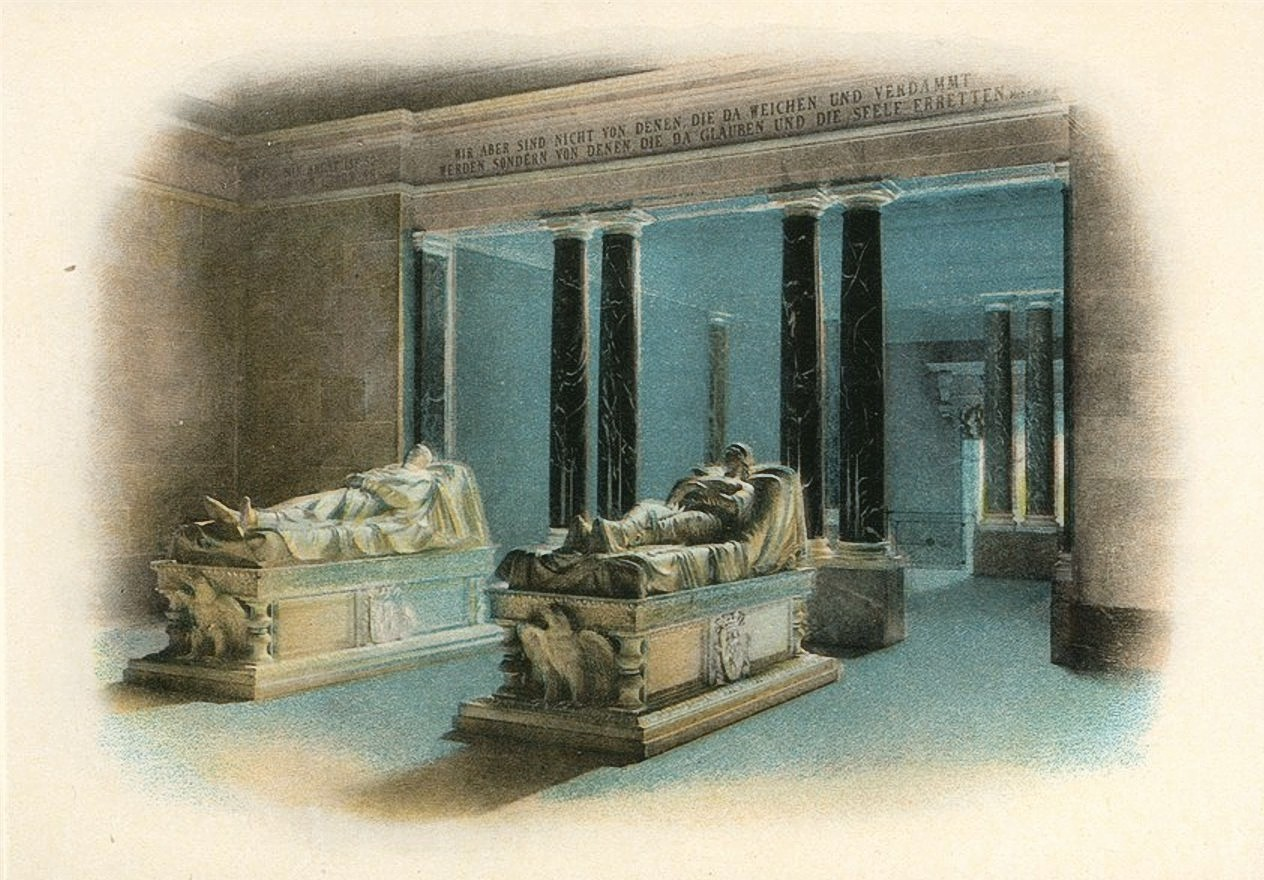
Усередині мавзолею. 1895
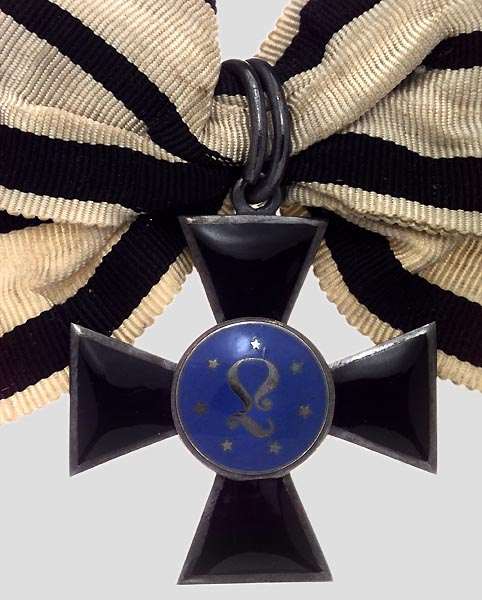
Орден Луїзи
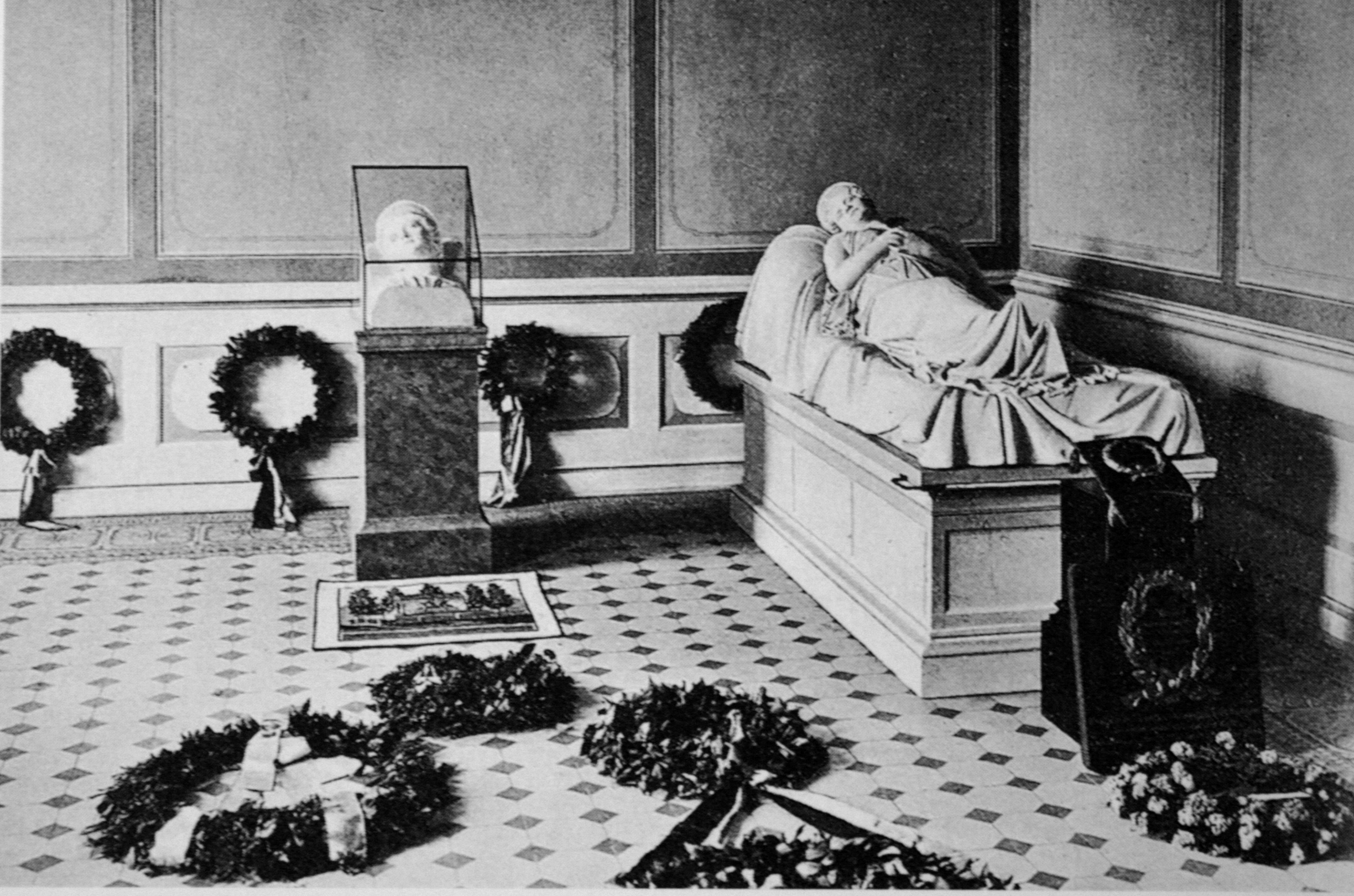
Меморіал у кімнаті в палаці Хоенціриц, де померла Луїза. Знімок 1910 року.

### Перші акти шанування
Вже 29 липня 1810 жителі Ґранзее подали прохання про створення пам'ятника Луїзі на тому місці, де траурна процесія з тілом Луїзи зупинялася на ніч по дорозі до Берліна. Король дав згоду з умовою, що пам'ятник буде зведений на добровільно зібрані кошти. Пам'ятник за проєктом Карла Фрідріха Шинкеля був відлитий на Прусському королівському сталеливарному заводі і урочисто відкритий 19 жовтня 1811. 1813 року Фрідріх Вільгельм II заснував Залізний хрест, датою заснування якого він призначив 10 березня, день народження Луїзи. Шинкель виготовив його за проєктом самого короля. 1814 року був заснований орден Луїзи, яким за особливі заслуги нагороджували жінок.

## Міфологізація королеви Луїзи

### Буржуазна королева
Міфологічне перетворення Луїзи пережило в своїй історії низку мінливих мотивів. Спочатку крім краси і чарівності вихвалялись її простота і щирість, що сприймалися як буржуазні чесноти. Схиляння перед Луїзою слід розглядати на історичному тлі Французької революції, що розгорталась. Передова буржуазія відчувала симпатію до первинних ідей революціонерів. Але коли революційні вимоги змінили насильство і терор, ставлення в Німеччині до французьких революціонерів змінилося. Реформи були необхідні, але без насильства. Відчувалася необхідність визнання буржуазних цінностей «зверху», в рамках конституційної монархії. У цих надіях відбувалася ідеалізація Луїзи та її сім'ї.
Видатні поети та письменники того часу — Новаліс, Клейст, Жан Поль, Август Вільгельм Шлегель схилялися перед молодою королевою. Новаліс привернув до себе увагу своїм програмним твором «Віра і любов, або король і королева», опублікованому в новому щомісячному журналі «Щорічники прусської монархії при Фрідріху Вільгельмі III». Твір починався рядом захоплених віршів, присвячених королівському подружжю, а фрагменти в прозі створювали картину суспільства, в якому сім'ю і державу, буржуазію і монархію об'єднувала віра і любов. Король проводив у своїй країні реформи, підтримував мистецтво і науки. У своїй красі, моральності і господарності королева втілювала в собі ідеал для всіх жінок, її портрет мав прикрашати кожен будинок. Фрідріх Вільгельм III відкинув цей твір. Він не бачив у ньому відображення своїх здібностей і намірів, лестощі він не любив, а монархія на парламентарній основі не відповідала його уявленням. Тому публікації продовження твору «Щорічника» він не допустив. Однак, Луїза і Фрідріх Вільгельм III продовжували залишатися носіями надій прусської буржуазії.
Якщо порівняти численні портрети королеви Луїзи, створені до її смерті в 1810 році, стає очевидним, що жоден портрет не схожий на інший. Цю особливість помічали ще сучасники. Пояснення можна знайти в газеті Berliner Abendblätter від 6 жовтня 1810: «За життя Її Величності жодному художнику не вдалося створити образ, хоч скільки-небудь схожий на неї. І хто наважиться відтворити … цю благородну і таку безхмарну красу ?». Після смерті Луїзи, коли «нищівному порівнянню з недосяжним оригіналом вже не відбутися», стало можливим створити точніші зображення. Такі пізніші зображення часто створювалися за посмертною маскою Луїзи, яку в Хоенціриці зняв герцогський архітектор і скульптор придворний Крістіан Філіп Вольфф.

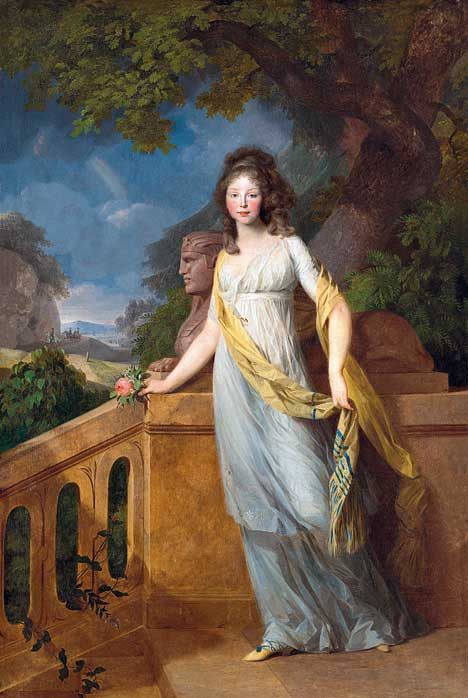
Луїза в 1796 році
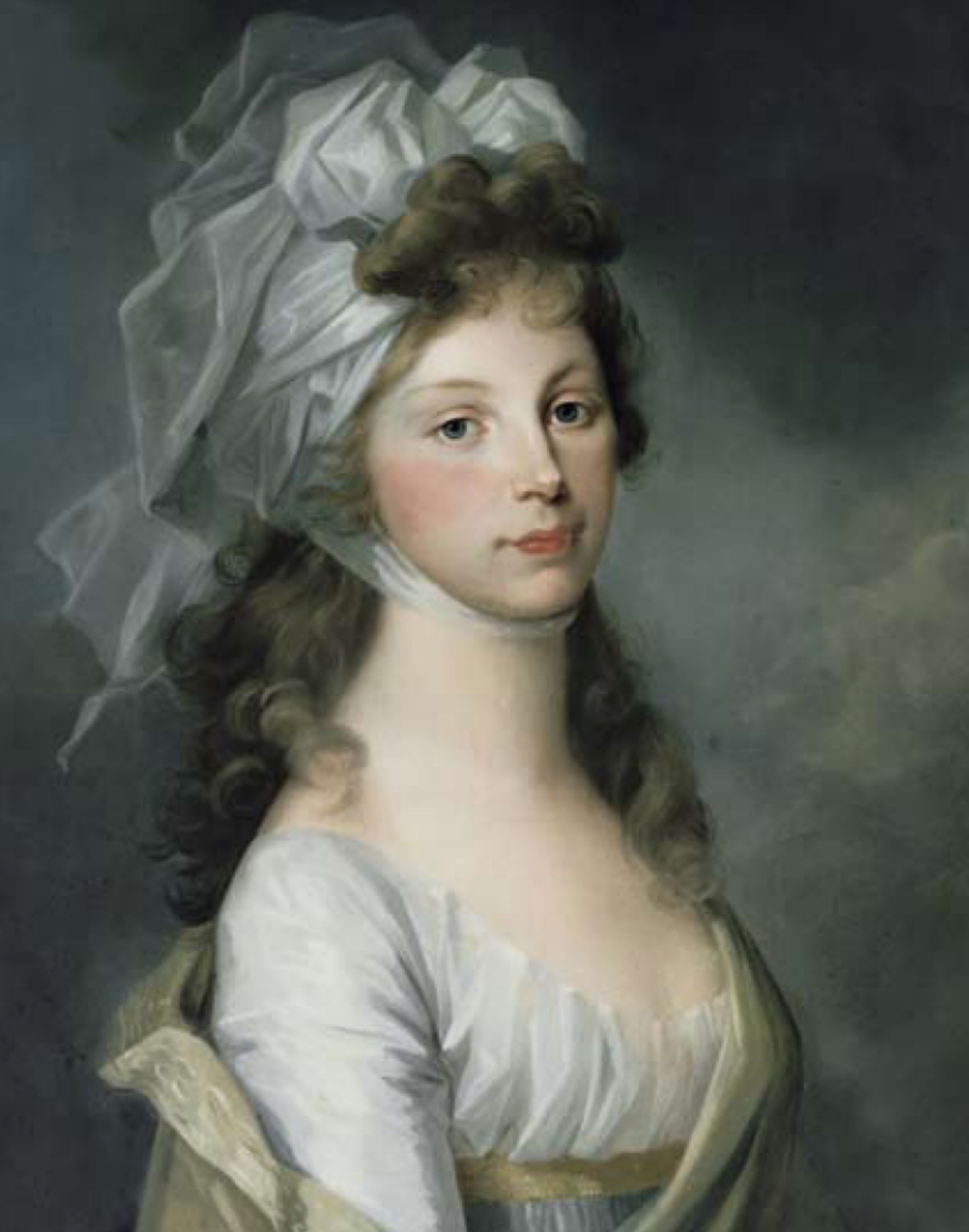
Луїза в 1797 році
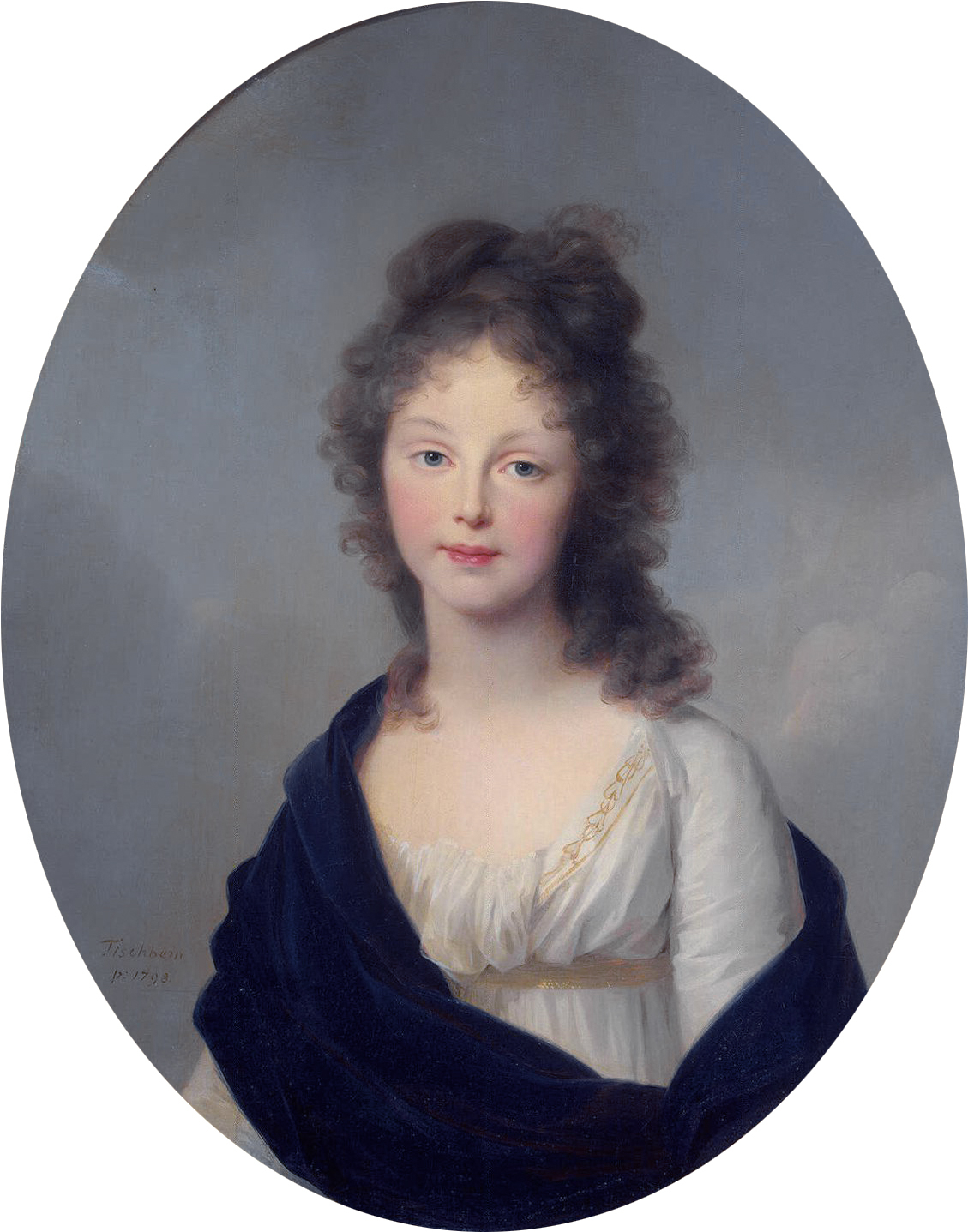
Луїза в 1798 році
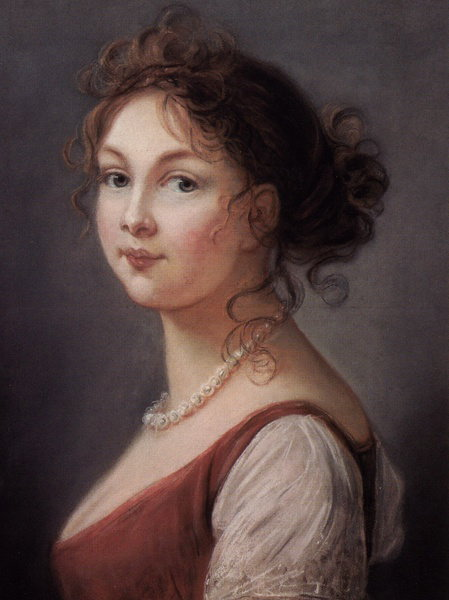
Луїза в 1801 році

### Мучениця

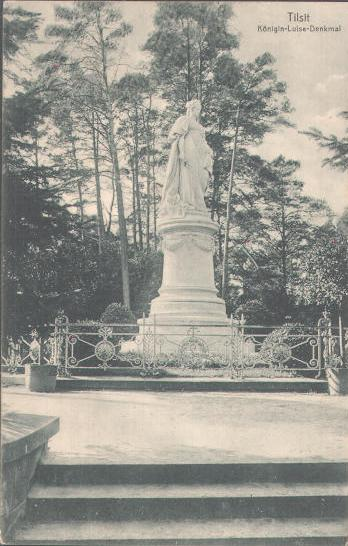
Статуя Луїзи в Тільзіті роботи Густава Еберлейна. Втрачено в 1945 році

Після поразки Пруссії у війні з Наполеоном на перший план висунувся новий мотив у культі Луїзи — випробування, що випали на долю Луїзи у важкі часи, перетворення чарівної життєрадісної красуні, близької народу, в обожнювану страждальницю. Поняття «жертва» і «страждання» стали центральними категоріями в побуті істориків і художників того часу, як інтерпретували роль Луїзи. У цій інтерпретації Луїза прийняла на себе всі ті приниження, які доставила її країні Франція. У Тільзіті вона мужньо виступила проти володаря Європи, рішучіше, ніж її нерішучий чоловік, і пожертвувала собою за свій народ, марно звернувшись із проханням до ворога, якого вона вважала моральним чудовиськом. Луїза відчула на собі весь тягар війни і померла від розриву серця, як було інтерпретовано медичний висновок.
Незабаром після своєї смерті вона стала в цій ролі символом Визвольних війн, які стилізувалися під похід помсти за мученицю-патріотку, що знаходило повне відображення в творах поетів Визвольних війн. Теодор Кернер пропонував прикріплювати портрет Луїзи як ікону в праведній війні на знамена воїнів-визволителів і писав: "Луїза — дух-охоронець Німеччини. Луїза — гасло помсти ". Поет Фрідріх де ла Мотт Фуке, як і Кернер добровільно вирушив воювати, описував поширену серед солдатів «милу легенду про те. що королева Луїза жива, а її смерть — обман … Хто посміє це заперечити ?» Популярністю користувалася історія про те, що прусський маршал Гебхард Леберехт фон Блюхер після битви при Ватерлоо, тобто після остаточної перемоги над Наполеоном, 7 липня 1815 з висоти Монмартра нібито крикнув: «Тепер Луїза відомщена!».

### Прусська Мадонна
У шкільній освіті цілеспрямовано поширювався і відтворювався для наступних поколінь офіційний образ Луїзи. У народних школах самі навчальні матеріали були скорочені до мінімуму, а на перший план висунулися релігія і патріотизм. Луїза згадувалася практично у всіх шкільних предметах, не тільки на заняттях з історії, німецької мови, релігії, а й з математики та географії. Патріотичні дні пам'яті зміцнювали зв'язок з ідеалом Луїзи. За розпорядженням відомства шкільної освіти з нагоди 100-річчя від дня народження королеви Луїзи в усіх школах для дівчаток були скасовані заняття, замість яких ученицям читали доповідь про "життєписі найяснішої пані …, яка за часів найглибших страждань настільки жертовно віддавала себе піднесенню народу та подавала високий приклад всім майбутнім поколінням ".
Міф Луїзи підтримували словники та енциклопедії. Вони претендували на об'єктивність поданих знань, але одночасно сприяли формуванню легенди. Вже в Conversationslexicon 1834 говорилося: «Вона з раннього віку звикла поєднувати все видиме, земне з невидимим, високим і кінцеве з нескінченним», а в Damen Conversations Lexicon Луїза описувалася як «ангел миру і доброти» і "мати всіх своїх підданих ".
Поступово в шануванні Луїзи дедалі більше місце став набувати аспект материнства, що відповідало ролі її синів у відновленні Пруссії та створенні імперії. 1848 року король Фрідріх Вільгельм IV, її старший син, заявив: "Єдність Німеччини близька моєму серцю, вона успадкована від моєї матері ". Тріумф другого сина Вільгельма став апогеєм символічного впливу Луїзи: Наполеон III, племінник її великого противника Наполеона Бонапарта, оголосив війну Пруссії 19 липня 1870, в 60-у річницю смерті Луїзи. Їдучи на війну, Вільгельм I схилив коліно перед саркофагом своєї матері. На відміну від 1806 цей військовий похід закінчився перемогою, і в наступному році в Версалі Вільгельм був проголошений імператором. Після повернення в Берлін 17 березня 1871 він знову прийшов до могили матері. Після цих пройнятих символікою історичних подій життя Луїзи стало невід'ємним і систематично підтримуваним міфом кайзерівської Німеччини. У суспільній свідомості проводився чіткий зв'язок так званої жертовної смерті Луїзи з перемогою над Наполеоном і створенням Німецької імперії.
Після проголошення сина Луїзи Вільгельма імператором набув поширення образ Луїзи-матері. Свій внесок в шанування Луїзи внесли художники Густав Ріхтер і Карл Штеффекк, скульптори Ердман Енке і Еміль Хундрізер. Особливий резонанс викликала статуя «Королева Луїза з принцом Вільгельмом», спочатку створена в 1897 році Фріцем Шапером як стукко для вуличного оформлення в розмірі більше натуральної величини, а потім перенесена в мармур за наказом Вільгельма II. Статуя зображує Луїзу, що велично спускається сходами, тримаючи майбутнього імператора на руках як богоматір немовляти Ісуса. З цієї «прусської мадонни» були виконані численні зменшені копії з слонової кістки, гіпсу і мармуру, але оригінал не зберігся.
Книжковий ринок був переповнений тривіальної літературою про Луїзу, що призначалася переважно для дівчат, часто забезпечені нудотними ілюстраціями. Налічувалося 391 твір з такою, наприклад, типовою назвою "Королева Луїза. Життєпис. Німецькій молоді присвячується ". Цей твір письменниці Марії фон Фельзенекк закінчувався словами: «Так, ангелом лагідності і м'якості, краси і величі була вона увічнена […] і поки німці будуть говорити про чесноти німецьких правителів, ім'я королеви Луїзи сяятиме світлою, піднесеною величністю». Дуже успішним став виданий в 1896 році альбом з малюнками великого формату і трохи вищою якістю "Королева Луїза. 50 малюнків для старих і молодих « художників-баталістів Карла Рехлінга і Ріхарда Кнетеля.

Ілюстрації з альбому «Королева Луіза. 50 малюнків для старих і молодих »
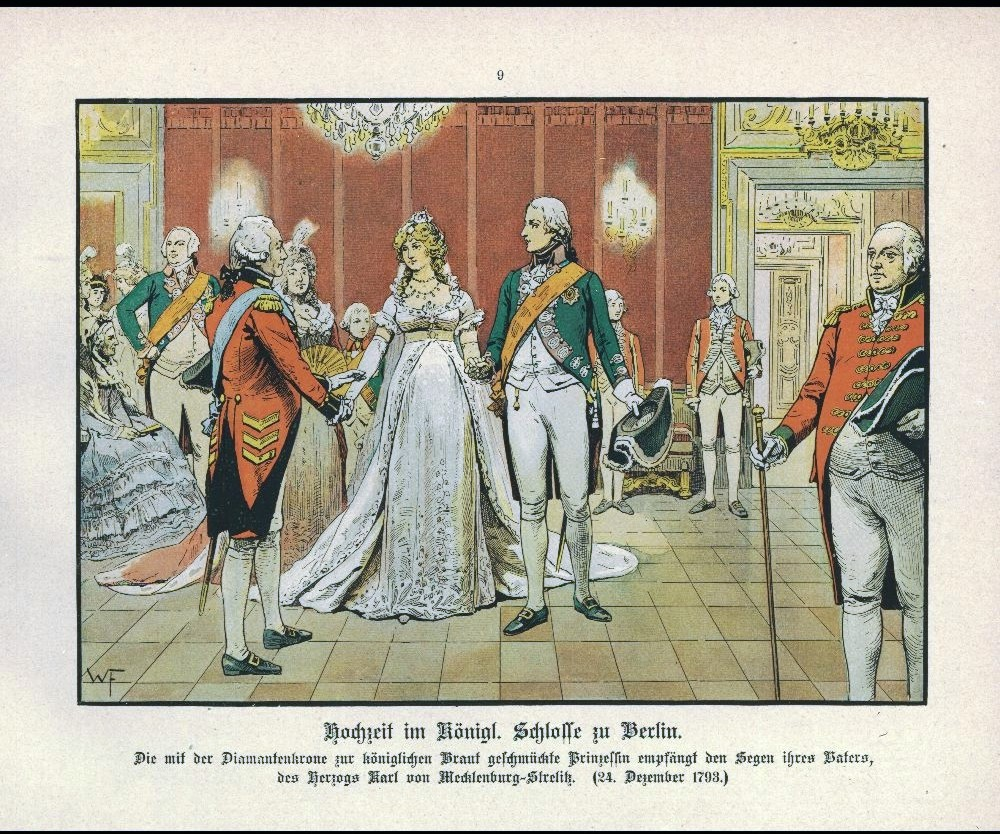
Весілля. 1793.
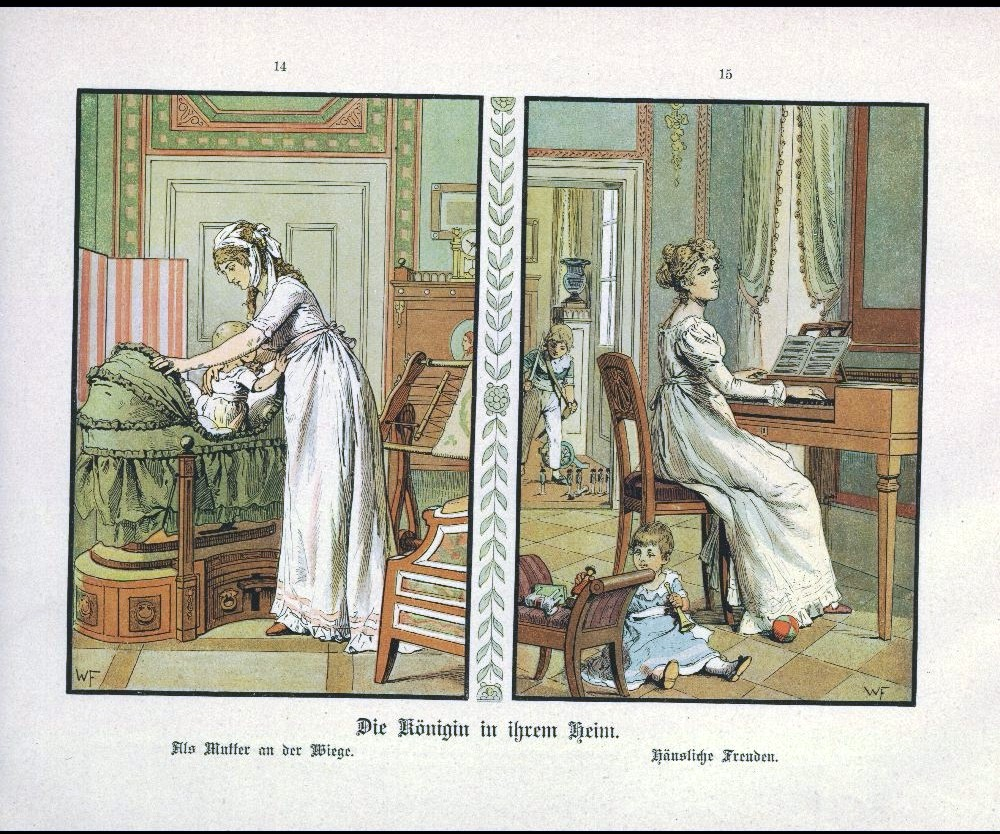
Луїза в домашньому оточенні. Бл. 1800
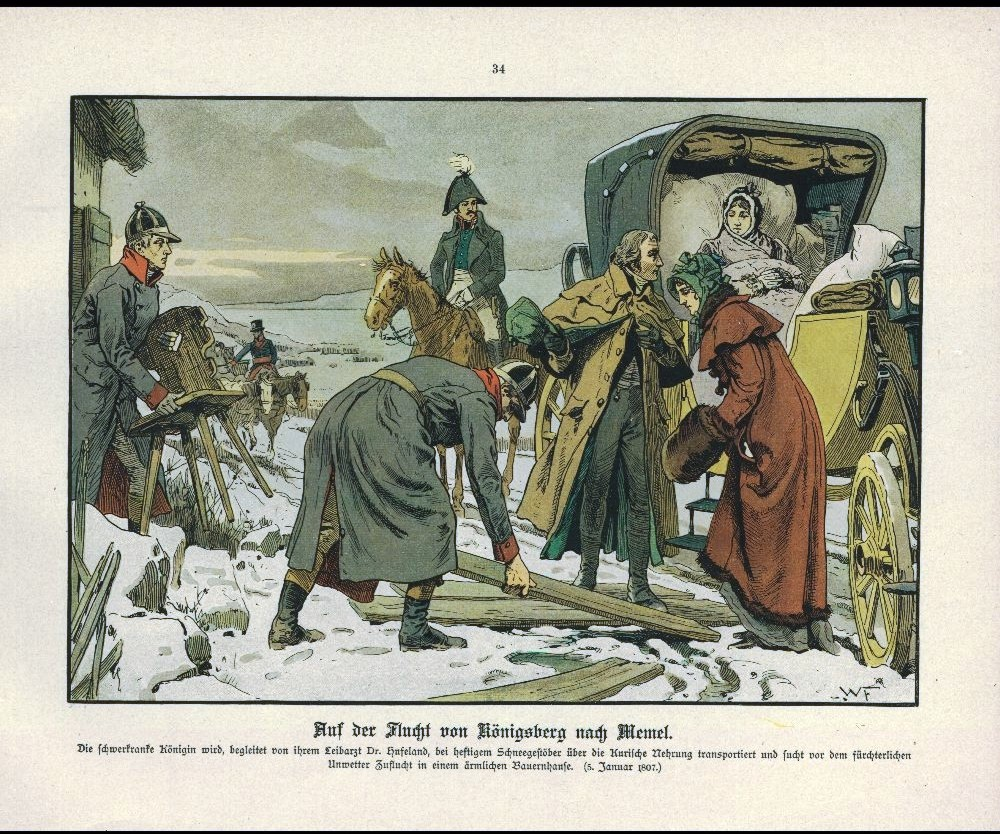
Втеча в Мемель. 1807.
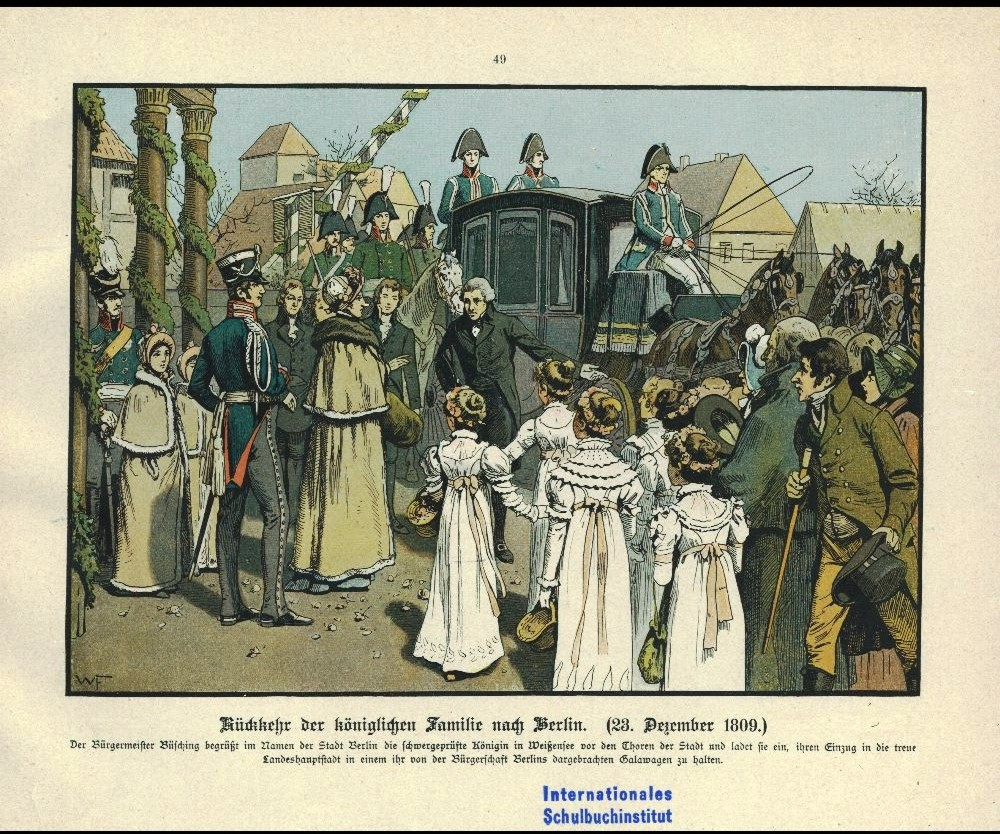
Повернення в Берлін. 1809

Різні біографи й історики XIX століття прагнули підійти до висвітлення теми Луїзи більш диференційовано, не піддаючи серйозним сумнівам підтримуваний державою міф, що вважався цінним для народної освіти. Письменник Фрідріх Вільгельм Адамі написав біографію, що ґрунтується на записах Кароліни фон Берг, вперше видану в 1851 році і пережила 18 видань. Автор не дав засумніватися у своєму шануванні королеви Луїзи, але дистанціювався від якоїсь легендарності і прикрашення. 1876 року історик Генріх фон Трейчке виступив з часто цитованою офіційною урочистою промовою з нагоди 100-річного ювілею Луїзи. У вступі він висловив деякі свої упередження щодо того, що він позначив як „народні перекази“, і заявив, що наука повинна не слідувати ідеалу, а швидше демонструвати межі навіть найблагородніших людей. Але надалі він практично не дистанціювався від поширених біографій, використовуючи такі обороти, як „виснажливий біль за долю країни, вбиває її ніжне тіло“ і як особливу чесноту підкреслював жіночу пасивність королеви: »… Але жодним кроком вона не перейшла ті рамки, які перед її статтю ставлять древні німецькі звичаї. Про справи так мало можна сказати, і це проба її жіночого величі ".
В цілому перетворений образ Луїзи був позбавлений всіх рис прямої політичної діяльності, хоча існують численні свідоцтва того, що Луїза підтримувала плани прусських реформаторів. Зокрема, вона рішуче заступалася за Гарденберга, намагалася спонукати короля, який часто сумнівався, ухвалити важливі рішення, наприклад, оголосити війну Наполеону. Фрідріх Вільгельм III у своїх спогадах з цього приводу писав так: «Багато людей помилялися, вважаючи, що моя дружина мала певний вплив на діяльність уряду …», — хоча фактично ж це було неправдою. Глибинний зв'язок Луїзи з важкою долею народу завжди підкреслювався одночасно з «жіночою» пасивністю її участі. «Вона рано усвідомила межі, поставлені перед її статтю природою і людськими законами». Її вплив, як вважалося, полягав насамперед в тому, що вона створювала для короля щасливе сімейне оточення.
Відповідно жіночим сприймалося все те, що знаходилося в центрі уваги різноманітних установ, пов'язаних з ім'ям Луїзи. Орденом Луїзи нагороджувалися жінки, які давали "мужам в наших хоробрих військах … з ретельною дбайливістю розраду і полегшення ". Поряд з численними школами для дівчаток ім'я Луїзи носив фонд, який з 1807 року опікувався долею покинутих хлопчиків, а також інститут, який готував німецьких виховательок, якими передбачалося замінити французьких гувернанток, які працювали в шляхетних родинах. В оголошенні збору коштів на цей інститут щодо Луїзи особливо підкреслювалося: "Її домовитість, її вірна любов до свого чоловіка і дітей, її розуміння всього, що добре, благородно і велике «.

### Веймарська республіка і Третій рейх
В обмеженому обсязі Луїза залишалася ідеальним образом і в Веймарській республіці, хоча її шанування більше не підтримувалося на державному рівні. Її стійкість у важкі часи переносилася на повну тягот ситуацію після поразки Німеччини в Першої світової війни. Вона сприймалася символом в таких політичних угрупованнях, як Німецька національна народна партія та Союз королеви Луїзи. НННР являла собою консервативну монархічну партію правого спрямування, яка в 1933 році одностайно перейшла в єдину партію Третього рейху, НСДАП, у своїй передвиборчій боротьбі використовувала плакати із зображенням королеви Луїзи. Жіноча монархічна організація Союз королеви Луїзи існувала в 1923—1934 роках і за своїми політичними поглядами була близька антидемократичному „Сталевому шолому“.
У 1933-45 роках, при націонал-соціалістах, культ Луїзи продовжував втрачати своє значення. Націонал-соціалісти допускали поодинокі згадки про Луїзу, але не використали у власній пропаганді, навіть в просуванні підтримуваною державою багатодітності. Передаваний з покоління в покоління образ пасивно страждаючої жінки не вписувався в ідеологічну концепцію пропагованої в той час чоловічої сили і твердості.

### Кінець міфу
Шанування Луїзи в традиційній його формі завершилося після Другої світової війни. 1947 року союзники формально ліквідували Прусську державу, законними спадкоємцями якого оголосили себе націонал-соціалісти, тим самим зв'язавши свої злочини з назвою цієї держави. В обох німецьких державах, що виникли після війни, Пруссія стала символом мілітаризму і вірнопідданського менталітету. В ФРН диференційований підхід в оцінці прусської історії розпочався лише наприкінці 1970-х років, ще пізніше це сталося в НДР, де з пережитками того часу обійшлися ще суворіше. Королева Луїза займала центральне місце в міфі, майже 150 років тією чи іншою мірою прямо направленому проти „заклятого ворога“, Франції. У другій половині XX століття ця спрямованість втратила сенс, як і втілюваний її жіночий ідеал, що з'єднував в одній особі вірну дружину, багатодітну матір і стійку страждальницю, що служить батьківщині.

### Критичні голоси
Понад століття образ Луїзи в суспільстві супроводжували необмежена похвала, шанування і майже обожнювання. Але віддаленим фоном завжди лунали інші голоси, що висловлювалися як про особистість королеви, так і про іноді безмірне її шанування. Критичне ставлення до себе барона фон Штейна помічала сама Луїза. Іншим критиком Луїзи, особисто знайомим з нею, був Фрідріх Август Людвіг фон дер Марвіц. Генерал і ультраконсервативний політик, рішучий противник реформ Штейна і Гарденберга, він бував при прусському дворі разом зі своєю дружиною. Він бачив у Луїзі „тріумф краси та чарівності“, хоча їй „ніколи не доводилося зробити таких справ, які б забезпечили їй настільки екзальтовану любов і шанування“, вона також ніколи не стикалася з народом, за винятком , „можливо, декількох слів, які можна було почути від неї, — і вони ніяк не були дотепними …“. Крім того, йому не подобалася »… її самозакоханість. Вона усвідомлювала свою красу […] і любила макіяж більше, ніж необхідно ".
Письменник і дипломат Карл Август Фарнхаген фон Ензе писав, що масове шанування Луїзи змусило Александра фон Гумбольдта негативно відгукуватися про характер Луїзи. Теодор Фонтане давав високу оцінку «чистоті, блиску і безвинним стражданням» королеви, але рішуче відкидав все те, що очевидно не відповідало історичній правді. 

## В наш час[коли?]

Марка з портретом королеви Луїзи

Луїза перестала виступати міфічно зміненою культовою фігурою. Однак, вона сприймається як цікава особа в німецькій історії, що викликає емоції, і як людина, і як міф. Її ім'я носять установи, вулиці і площі. Луїза зображена на одній з поштових марок, випущених поштою ФРН в серії «Жінки в німецькій історії» в 1989 році. Торгівля сувенірами та туризм в Берліні часто звертаються до теми королеви Луїзи. Маршрут королеви Луїзи, організований Управлінням державних палаців і садів Мекленбурга — Передньої Померанії та Фондом прусських палаців і садів Берліна-Бранденбурга, була підготовлена до 200-літньої річниці з дня смерті Луїзи в 2010 році. На цьому шляху можна пройти 10 зупинок у житті Луїзи між Хоенцірицем на півночі і Парецем на півдні. 2010 року була також завершена реставрація мавзолею Луїзи в саду палацу Шарлоттенбург і відновлення в історичному вигляді навколишнього саду. У Хоенціриці, де померла Луїза і в палаці якого розміщується її меморіал, і в Нойштреліці щорічно проводяться заходи пам'яті королеви Луїзи.
18 червня 2009 в Магдебургу був відновлений пам'ятник Луїзі, знесений за часів НДР. У пам'ятному 2010 році в Берліні й Бранденбурзі пройшли різноманітні виставки, присвячені королеві Луїзі. У берлінському палаці Шарлоттенбург — "Луїза. Життя і міф королеви", на острові Пфауенінзель — «Острівне життя королеви», а в палаці Парец — «Сукня королеви».

## Родина
Чоловік — Фрідріх-Вільгельм III, король Пруссії
Діти:
- Мертвонароджена донька (пом. 7 жовтня 1794)
- Фрідріх-Вільгельм (1795—1861) — майбутній король Пруссії Фрідріх Вільгельм IV.
- Вільгельм (1797—1888) — майбутній король Пруссії і імператор Німецької імперії Вільгельм I.
- Шарлотта (1798—1860) — майбутня російська імператриця Олександра Федорівна
- Фрідеріка (1799—1800)
- Карл (1801—1883)
- Александріна (1803—1892) — одружена з великим герцогом Мекленбурга Паулем Фрідріхом
- Фердинанд (1804—1806)
- Луїза (1808—1870) — одружена з принцом  Фредеріком Нідерландським
- Альбрехт (1809—1872)